# Joconde
Joconde je osrednja zbirka podatkov, ki je bila ustanovljena leta 1975 in je danes na voljo na spletu, za predmete v zbirkah glavnih francoskih javnih in zasebnih muzejev - Musées de France, v skladu s členom L. 441-1 Code du patrimoine v več kot 1200 institucijah. Vzdržuje jo Francosko ministrstvo za kulturo.
"La Joconde" je francosko ime Mona Lise, ki je tako kot približno polovica zbirk Louvra vključena v zbirko podatkov..Do novembra 2012 je Joconde na spletu vsebovala več kot 475.000 seznamov objektov in več kot 290.000 s slikami, iz 366 francoskih zbirk vključno z 209.350 risbami, 63.547 slikami, 34.561 grafikami, 34.102 skulpturami ali 16.631 kostumi in njihovimi dodatki in se še vedno širi.
Zbirka podatkov ni namenjena le obveščanju javnosti, temveč tudi potrebam skrbnikov in kustosov muzejev, zahvaljujoč spletni predstavitvi profesionalnih orodij, ki omogočajo predvsem katalogizacijo muzejskih zbirk in državnih popisov (recolement). To pojasnjuje veliko natančnost seznamov. Ker muzeji prostovoljno sodelujejo pri redni obogatitvi zbirke podatkov, lahko nekateri predstavijo velik del svoje zbirke.

Podrobnosti seznama so zelo strukturirane in uporabljajo poseben besednjak, ki omogoča zelo natančna in točna iskanja, pri čemer jim pomaga tudi indeks. Majhno število najbolj znanih predmetov ima prozni komentar. Vse slike niso barvne, zlasti arheološke zbirke. Če predmet, ustvarjen po 19. stoletju, nima slike, je to najpogosteje zaradi avtorskih pravic.